# Il giorno dopo
Il giorno dopo (с итал. — «Завтрашний день») — третий студийный альбом итальянской певицы Мии Мартини, выпущенный в 1973 году на лейбле Dischi Ricordi. Продюсером альбома стал Джанни Санджюст. Пластинка стала самой успешной в карьере исполнительницы, получив положительные отзывы и достигнув пятого места в альбомном чарте, хит-сингл «Minuetto» в течение четырёх недель удерживал лидерство в сингловом чарте.

## Список композиций
| №                   | Название                    | Автор(ы)                                               | Длительность |
| ------------------- | --------------------------- | ------------------------------------------------------ | ------------ |
| 1.                  | «Ma quale amore»            | Франка Эванджелисти, Антонелло Вендитти                | 4:00         |
| 2.                  | «Picnic»                    | Элтон Джон, Маурицио Пикколи                           | 3:45         |
| 3.                  | «Il guerriero»              | Франко Калифано, Маурицио Пикколи                      | 3:38         |
| 4.                  | «Bolero»                    | Маурицио Пикколи, Дарио Балдан Бембо, Леонардо Риччи   | 4:33         |
| 5.                  | «Dimmelo tu»                | Луиджи Альбертелли, Массимо Гуантини                   | 4:00         |
| 6.                  | «Minuetto»                  | Франко Калифано, Дарио Балдан Бембо                    | 4:44         |
| 7.                  | «Mi piace»                  | Бруно Лауци, Кармело Ла Бионда, Микеланджело Ла Бионда | 3:46         |
| 8.                  | «La malattia»               | Маурицио Пикколи                                       | 4:39         |
| 9.                  | «Tu sei così»               | Луиджи Альбертелли, Массимо Гуантини                   | 3:53         |
| 10.                 | «La discoteca»              | Маурицио Пикколи                                       | 3:07         |
| 11.                 | «Signora»                   | Жуан Мануэль Серрат, Паоло Лимити                      | 2:30         |
| 12.                 | «Dove il cielo va a finire» | Маурицио Фабрицио                                      | 5:15         |
| Общая длительность: | Общая длительность:         | Общая длительность:                                    | 47:50        |

## Чарты

### Еженедельные чарты
| Чарт (1973)               | Пиковая позиция |
| ------------------------- | --------------- |
| Италия (Classifica album) | 5               |

### Годовые чарты
| Чарт (1973)   | Позиция |
| ------------- | ------- |
| Италия (FIMI) | 26      |